# هنري موسى بولارد
هنري موسى بولارد (بالإنجليزية: Henry Moses Pollard)‏ هو محامي وسياسي أمريكي، ولد في 14 يونيو 1836 في بلايموث في الولايات المتحدة، وتوفي في 24 فبراير 1904 في سانت لويس في الولايات المتحدة. حزبياً، نشط في الحزب الجمهوري. وقد انتخب عضو مجلس النواب الأمريكي.